# Poljski brijest
Poljski brijest (lat. Ulmus minor) je do 40 m visoko stablo nizina i brežuljaka. 

## Opis
Grančice su mu sitne. Lišće do 10 cm dugačko. Pupovi su sitni i tamno smeđi. Na granama i mladim stabalcima često su jača plutasta rebra. Cvjetovi i plodovi stoje u gustim kiticama, a stapka im je kratka. 
U cvijetu se nalazi po 5 prašnika crvenkaste boje. Njuške su bijele. Plod na rubu krilca je gol. Sjemenka se nalazi u gornjoj polovici ploda, koji je do 2,5 cm dug. Postoji mnogo odlika i forma. Poljski brijest raste u srednjoj i južnoj Europi, te u sredozemnom dijelu Afrike i u umjerenom pojasu Azije. Kod nas je važan član nizinskih šuma, gdje raste s hrastom lužnjakom i poljskim jasenom. Ima ga i po brežuljcima i nižem gorju, a čest je i u primorju.

## Sinonimi
syn: campestris L. (1753.); glabra Mill. (1768.); carpinifolia Gleditsch (1773.); angustifolia (Weston) Weston (1775.); sativa Du Roi (1772.); vulgaris Pallas (1776.); pumila Pallas (1784.); suberosa Monch (1785.); foliacea Gilibert (1792.); nitens Monch (1794.); nana Borkhausen (1800.); nemorosa Borkhausen (1800.); tiliaefolia Host (1827.); major Hohen. (1838.); micrantha Kittel (1844.); globifera Hartig (1850.); eu-campestris Achers. et Graebn. (1898.); plotii Druce (1911.); diversifolia Melville (1939.); coritana Melville (1949.)

## Rasprostranjenost
Težište rasprostranjenosti poljskog brijesta je srednja Europa, a proteže se i na južnu i zapadnu Europu, sjevernu Afriku i Malu Aziju. Sjeverna granica ide do Engleske, Estonije i središnjega Urala. Raste na riječnim nanosima većih i manjih rijeka, a rijetko ide iznad 1000 m nad morem.